# Anton Birlinger

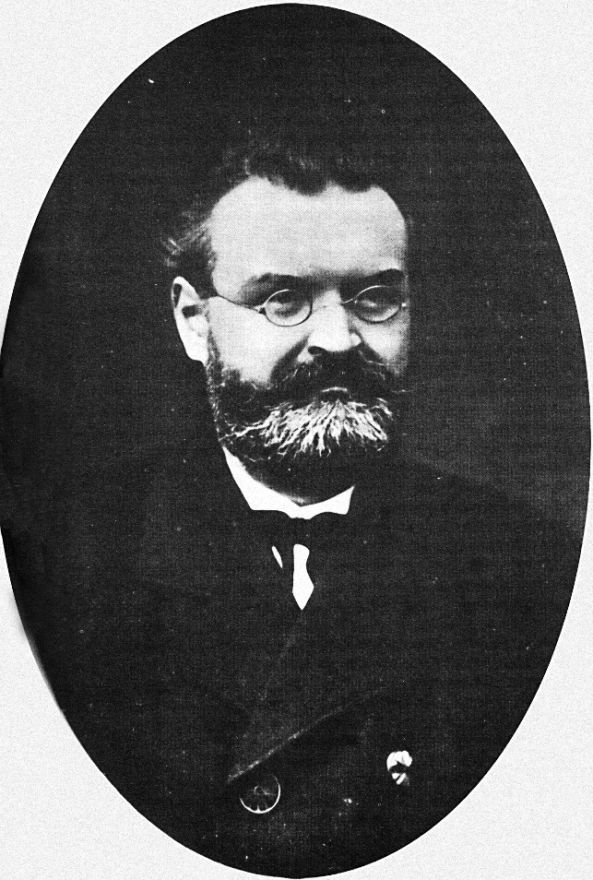
Anton Birlinger.

Anton Birlinger, född den 14 januari 1834 i Württemberg, död den 15 juni 1891 i Bonn, var en tysk filolog.
Birlinger blev 1859 romersk-katolsk präst och 1872 extra ordinarie professor i tyska språket och litteraturen vid universitetet i Bonn. Birlinger, som huvudsakligen ägnade sig åt studiet av sydtyska dialekter och folkseder, utgav bland annat Schwäbisch-augsburgisches Wörterbuch (1864) och Rechtsrheinisches Alamannien (1890). Från 1871 utgav han "Alemannia, Zeitschrift für Sprache, Litteratur und Volkskunde des Elsasses, Oberrheins und Schwabens". 